# Nbcasp
As NBCASP são as Normas Brasileiras de Contabilidade Aplicadas ao Setor Público.
Atualmente encontram-se aprovadas as seguintes normas pelo Conselho Federal de Contabilidade referente à contabilidade do setor público:
- NBC T 16.1 - Conceituação, Objeto e Campo de Aplicação.
- NBC T 16.2 - Patrimônio e Sistemas Contábeis.
- NBC T 16.3 - Planejamento e seus Instrumentos sob Enfoque contábil.
- NBC T 16.4 - Transações no Setor Público.
- NBC T 16.5 - Registro Contábil.
- NBC T 16.6 - Demonstrações Contábeis.
- NBC T 16.7 - Consolidação das Demonstrações Contábeis.
- NBC T 16.8 - Controle Interno.
- NBC T 16.9 - Depreciação, Amortização e Exaustão.
- NBC T 16.10- Aval. e Mens. Ativos e Passivos Ent. Setor Público
- NBC T 16.11- Sist.de Informação de Custos do Setor Público

## Histórico
A então presidente do CFC no ano de 2006, Maria Clara Cavalcante Bugarim estabeleceu como uma das metas de sua gestão a implantação de Normas para o setor público, tão ansiosamente aguardadas pela classe contábil. 
Até então, o senso comum no país dizia que "contabilidade era uma coisa e contabilidade pública era outra coisa". Assim, dá-se início ao desenvolvimento de uma intensa mudança na contabilidade do setor público, que ainda está acontecendo.
A partir da decisão do CFC em 2006, é criado então um Grupo Assessor, formado pelos notáveis da área no país, com a missão de desenvolver e implementar as normas do setor público. O Grupo Assessor inicial, responsável pela criação das normas, era composto pelos seguintes membros:
- Diana Vaz Lima
- Domingos Poubel de Castro
- Inaldo da Paixão Santos Araújo
- João Eudes Bezerra Filho
- Joaquim Osório Liberalquino Ferreira
- José Francisco Ribeiro Filho
- Lino Martins da Silva
- Paulo Henrique Feijó
- Sandra Maria de Carvalho Campos
- Verônica Souto Maior (Coordenadora)

O Grupo Assessor é atualmente composto pelos seguintes membros:
- Carlos Alberto Miranda
- Diana Vaz de Lima
- Domingos Poubel de Castro
- Inaldo da Paixão Santos Araújo
- Joaquim Osório Liberalquino Ferreira
- João Eudes Bezerra Filho
- Lino Martins da Silva
- Luiz Mário Vieira
- Nelson Machado
- Paulo Henrique Feijó
- Sandra Maria de Carvalho Campos
- Valmor Slomosk
- Victor Holanda
- Verônica Souto Maior

As NBCASP passaram por audiências públicas em diversos estados da federação durante o ano de 2008, tendo sido aprovadas somente após grande discussão com a classe contábil. 
As NBCASP foram oficialmente divulgadas em Belo Horizonte, em outubro de 2008, em um grande evento da área pública, que contou com mais de 1000 contabilistas do país. As NBCASP entraram em vigor de forma opcional em 2009 e de forma obrigatória a partir do exercício de 2010.

## Principais impactos / mudanças trazidas pelas NBCASP
- Implantação da contabilização da receita por competência. Surge a receita patrimonial, ou receita contábil. A receita orçamentária continua seguindo o regime de caixa na contabilidade aplicada ao setor público, mas a contabilidade deverá reconhecer a receita já no momento da ocorrência do seu fato gerador.;
- Implantação da contabilização da despesa por competência (de forma efetiva, visto que a despesa já era para ser contabilizada por competência, mas essa regra não vinha sendo seguida);
- Implantação efetiva de uma contabilidade de custos (a Lei de Responsabilidade Fiscal já determinava a implantação de uma contabilidade de custos, mas faltava dizer "o como");
- Reconhecimento de provisões para perdas em créditos duvidosos;
- Contabilização da Depreciação, Exaustão e Amortização para os ativos;
- Implantação da Reavaliação periódica dos ativos;
- Determinação do reconhecimento dos ativos intangíveis e dos bens de infraestrutura (bens de uso comum do povo);
- Implantação de novos relatórios de balanço, em substituição aos tradicionais Anexos da Lei 4320.